# 곽희성
곽희성(郭熙聖, 1990년 4월 18일 ~ )는 대한민국의 배우이다.

## 학력
- 중앙대학교

## 연기 활동

### 드라마
- 2012년 TV조선 월화드라마 《한반도》 .... 민동기 역
- 2013년 KBS2 월화드라마 《광고천재 이태백》 ... 마이찬 역
- 2013년 SBS 주말특별기획 《결혼의 여신》 ... 최필호 역
- 2013년 KBS2 단막극 《KBS 드라마 스페셜 - 불침번을 서라》 ... 김진혁 역
- 2013년 KBS1 저녁일일극 《사랑은 노래를 타고》 ... 윤상현 역
- 2014년 SBS 월화드라마 《비밀의 문》 ... 김무 역
- 2015년 SBS 드라마스페셜 《하이드 지킬, 나》 ... 성석원 역
- 2015년 KBS2 월화드라마 《별난 며느리》 ... 차동석 역
- 2015년 MBC 일일연속극 《최고의 연인》 ... 백강호 역
- 2017년 SBS 월화드라마 《엽기적인 그녀》 ... 박창휘 역
- 2017년 iHQ DRAMA & UMAX 수목드라마 《싱글와이프》 ... 황재민 역
- 2017년 KBS2 단막극 《KBS 드라마 스페셜 - 당신은 생각보다 가까이에 있다》 ... 하도영 역

### 영화
- 《얼굴없는 보스》 (2019년) - 곽상구 역
- 《나만 보이니》 (2021년) - 지석 역

## 방송
- KBS2 《불후의 명곡 2 - 전설을 노래하다》 : 2011.6.18
- KBS2 《출발 드림팀 시즌2》 : 2012.9.9 ~ 9.30 / 2013.9.1, 9.22, 9.29 ,10.27
- tvN 《언제나 칸타레 시즌2》 : 2015.6.20 ~ 8.1
- MBC 《미스터리 음악쇼 복면가왕》 : 2016.10.2 무조건 달려갈거야! 보디가드!

## 음반

### 국내

#### 정규
- 1집 '광고천재 이태백 OST part3' (2013년 3월 5일)
- 2집 '야경꾼 일지 OST part2' (2014년 8월 6일)
- 3집 '야경꾼 일지 OST part3' (2014년 8월 26일)